# 0-4-0+4
Según la notación Whyte para la clasificación de locomotoras de vapor, 0-4-0+4 representa la disposición de las ruedas sin ruedas motrices, cuatro ruedas motrices motrices y acopladas en dos ejes y cuatro ruedas traseras en dos ejes montadas en un bogie.

## Descripción general
La disposición de ruedas 0-4-0+4 se encontraba generalmente en motores de ferrocarril, vehículos para el transporte de pasajeros que operaban en rutas donde el número de pasajeros era reducido. Por lo general, constaba de un solo vagón con su propio motor principal. William Bridges Adams en el Reino Unido comenzó a construir motores de ferrocarril en pequeñas cantidades ya en 1848.[cita requerida]

## Uso

### Cabo de Buena Esperanza
En 1906 se entregó un solo Railmotor a Cape Government Railways (CGR). El motor de carril era un autocar autónomo en el que la locomotora y el autocar estaban incorporados en un solo vehículo, con una estación del conductor en la parte trasera del autocar para marcha atrás. La parte de la locomotora era una locomotora de tanque lateral 0-4-0 construida por North British Locomotive Company, mientras que la parte del vagón en un solo bogie fue construida por Metropolitan Amalgamated Railway Carriage & Wagon .  

### Colonia de Transvaal
En 1907, los Ferrocarriles Centrales de Sudáfrica (CSAR) adquirieron un único motor ferroviario autónomo para el servicio de pasajeros de bajo volumen que se había introducido el año anterior. Se trataba de un autocar autónomo con capacidad para 56 plazas en el que motor, caldera y autocar estaban incorporados en un único vehículo. Mientras que la parte del motor del vehículo fue construida por Kitson & Co, el 46 pies 11 pulgadas (14 300 mm)La parte del vagón de  de largo fue construida por Metropolitan Amalgamated Railway Carriage & Wagon . Para sortear curvas y puntos, la unidad de potencia podría girar como un bogie. El motor ferroviario se instaló en las tiendas de Salt River de la CGR en Ciudad del Cabo y entró en servicio en el CSAR el 10 de agosto de 1907.  